# Leulinghen-Bernes
Leulinghen-Bernes település Franciaországban, Pas-de-Calais megyében. Lakosainak száma 535 fő (2022. január 1.). Leulinghen-Bernes Leubringhen, Audembert, Bazinghen, Ferques és Marquise községekkel határos.

## Népesség
A település népességének változása:
| Lakosok száma | 427  | 427  | 432  | 470  | 484  | 498  | 512  | 532  | 535  |
|               | 2013 | 2015 | 2016 | 2017 | 2018 | 2019 | 2020 | 2021 | 2022 |